# Adam Taubitz
Adam Taubitz (né à Chorzów, Pologne le 7 octobre 1967) est un violoniste, trompettiste, guitariste et compositeur de jazz et de musique classique, d'origine allemande.

## Biographie
Né à Chorzów (Silésie, une région du sud de la Pologne précédemment allemande), Adam Taubitz reçoit de son père, dès l’âge de cinq ans, ses premières leçons de violon. Six ans plus tard, il commence sa carrière de soliste accompagné par l’Orchestre philharmonique de Silésie à Katowice. Il poursuit ensuite ses études à Fribourg-en-Brisgau en Allemagne de l'Ouest auprès de Wolfgang Marschner.
Plusieurs prix viennent couronner son travail musical : Tibor Varga à Sion, Niccolò Paganini à Gênes et Louis Spohr à Fribourg. De 1989 à 1997 il est premier violon solo à l’Orchestre de la Radio de Bâle et dès 1992 il est également directeur artistique du Chamber-Symphonie Basel. En 1994, il fonde la Camerata de Sa Nostra à Palma de Majorque.
En 1997, il part pour Berlin où il est chef d’attaque des deuxièmes violons à l’Orchestre philharmonique de Berlin.
Taubitz a enregistré de nombreux disques, autant comme soliste que comme musicien de jazz. De plus, il a joué avec Kirk Lightsey, Philip Catherine, Famoudou Don Moye, Julio Barreto, David Klein, Andy Scherrer, Emmanuel Pahud, Makaya Ntshoko, Gérard Wyss, Kai Rautenberg, Domenic Landolf, Daniel Schnyder, Thomas Quasthoff, Angelika Milster, Dieter Hallervorden, Thomas Hampson et Nigel Kennedy.
Depuis lors, il joue comme soliste indépendant en Suisse.

## Journal
« ...Glimpses of Bach emerged through a funky musical collage that meshed hip-hop turntable scratching on a laptop; various jazz idioms; energetic fiddling by Adam Taubitz that earned cheers from the audience; Middle Eastern and Indian influences; and an irreverent duo between Ms. Dinnerstein and the ensemble. »
« ...But with harmonic stalling came some monster virtuosity from players like saxophonist Schnyder and violinist Adam Taubitz; with Bach as a foil, they soared. You had to think that, with players this daring and facile, any jumping-off point, "previously sacrosanct" or not, would have done just fine. » 

## Discographie

### Jazz & pop

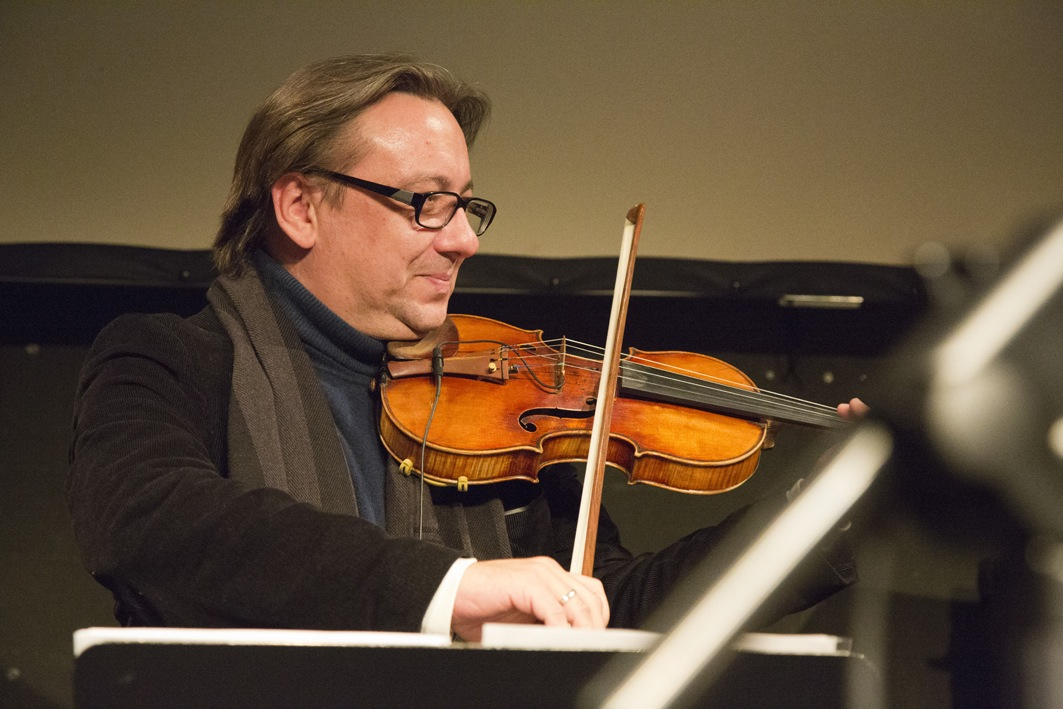
Adam Taubitz (Zürich 2013)

- Mythen (Daniel Schnyder) – Koch Schwann (1991)
- Tarantula (Daniel Schnyder) – Enja (1992-1996)
- Alive in Montreux (Stephan Kurmann Strings) – TCB Records (1996)
- Okan Laye (Stephan Kurmann Strings) – TCB Records (1998)
- Lange Nacht des Jazz (The Berlin Philharmonic Jazz Group/Helmut Brandt (Musiker)|Helmut Brandt's Mainstream Orchestra) - IPPNW-Concerts (2001)
- Die Kraft Der Emotionen (Dagmar Herzog/Berlin International Orchestra) DMH GmbH (2001)
- Jazzkonzert in der Philharmonie Berlin, (The Berlin Philharmonic Jazz Group & Thomas Quasthoff) - IPPNW-Concerts (2002)
- Milster (Angelika Milster & The Berlin International Orchestra) - EMI Electrola GmbH (2002)
- Esperanza (Her Majesty's Sound) - Sonic Content (EMI) (2004)
- “Daniel Schnyder (*1961)“ - MGB CTS-M 128 (2011)
- "Entre Ciel Et Terre" ("Belleville", Heiner Althaus, Matthias Baldinger und Florenz Hunziker) (2013)
- World of Strings - "Pyhä" (2014) MGB Jazz 14.
- Compulsion "Dahaana" - Unit Records (2015)

### Musique classique
- Peter Escher : Ein Portrait des Komponisten (Aura Quartett) - Ars musica (1996)
- Edward Elgar : Quintette de piano op.84 und Quatuor à cordes op.83 (Aura Quartett) - Koch Discover (1997)

### Musique de film
- 1996: Jenseits der Stille – Regie: Caroline Link
- 2013: Das kleine  Gespenst - Regie: Alain Gsponer
- 2014: Im Labyrinth des Schweigens – Regie: Giulio Ricciarelli
- 2015: Heidi – Regie: Alain Gsponer

### DVD
- Europakonzert in Stockholm 1998 (Orchestre philharmonique de Berlin - Claudio Abbado) - Eurovideo Bildprogramm GmbH (1998)

## Compositions
| - Thème avec des variations pour piano et chambre orchestre (1974) - Perpetum mobiles pour violon en solo (1978) - Scherzo pour violon et piano (1986) - Shinjuku (1999) - WDISL (1999) - Twinbay (2000) - Jalla (2000) | - Dahana (2004) - Estrela (2003) - Symptom (2004) - I can’t stand this feeling (2005) - Golden eyes (2005) - 1.Quatuor à cordes (2006) - Jazzfuge (2007) - Putta, citta - jalla, jalla! (2008) |